# 兎川
兎川（うさぎがわ）は、大阪府豊中市を流れる川で、神崎川・天竺川の支流河川である。淀川水系に属する。改修工事により典型的な掘りこみ河川となっている。

## 地理
大阪府豊中市北部の東豊中に源を発し、南に流れ出る。天竺川との合流点は豊中市熊野町1丁目地先の府道八坂橋になる。

## 位置情報
上野坂南交差点付近北緯34度47分44.39秒 東経135度28分41.28秒 / 北緯34.7956639度 東経135.4781333度